# Yves Guérin-Sérac
Yves Guérin-Sérac, nato Yves Félix Marie Guillou e noto anche come Yves Guillou, Jean-Robert de Guernadec o Ralf (Ploubezre, 2 dicembre 1926 – Le Revest-les-Eaux, 9 marzo 2022), è stato un militare e attivista francese.

## Biografia
Guérin-Sérac fu un ex ufficiale dell'esercito francese e veterano della guerra d'Indocina, della guerra di Corea e della guerra d'indipendenza algerina. Fu anche membro della truppa d'élite dell'11ème Demi-Brigade Parachutiste du Choc, che lavorava con la SDECE (agenzia di intelligence francese), e membro fondatore dell'Organisation armée secrète (OAS), un gruppo terroristico francese con sede in Spagna, che combatté contro l'indipendenza dell'Algeria nel 1961-62. È stato accusato da un giornale di essere stato un istigatore della cosiddetta strategia della tensione in Italia e il principale organizzatore della strage di piazza Fontana del 1969.

### Penisola iberica
Dopo vari falliti attentati al presidente francese Charles de Gaulle, che voleva concedere l'indipendenza all'Algeria, Yves Guillou e molti altri esponenti del OAS, vennero condannati a morte dallo Stato Francese. Pertanto, Guérin-Sérac, per scappare alla fucilazione, fuggì in Spagna. Fu proprio nell'OAS che Guillou decise di cambiare nome in Guérin-Sérac.
Nel giugno 1962, dopo gli accordi di Évian, stipulati il 18 marzo 1962 che posero fine alla guerra d'Algeria, Guérin-Sérac fu assunto da Franco per impegnarsi in operazioni contro l'opposizione spagnola. Dopo l'esperienza in Spagna, andò in Portogallo per lavorare con il regime Estado Novo di Salazar, che, oltre ad essere l'ultimo impero coloniale, era anche, ai suoi occhi, l'ultima roccaforte contro il comunismo e l'ateismo, "Gli altri hanno deposto le armi, ma io no".
Durante una intervista rilasciata nel 1974, Guérin-Sérac disse: "Dopo l'OAS sono fuggito in Portogallo per portare avanti la lotta ed espanderla alle sue giuste dimensioni, vale a dire una dimensione planetaria". In Portogallo, Guérin-Sérac incontrò il petainista Jacques Ploncard d'Assac, che lo presentò all'establishment di destra e alla polizia segreta portoghese, la PIDE. Grazie alla sua vasta conoscenza militare, fu reclutato come istruttore per l'organizzazione paramilitare Legião Portuguesa e dell'unità di controguerriglia Flechas, dipendente dalla PIDE. Secondo il magistrato Guido Salvini, incaricato delle indagini sull'attentato di Piazza Fontana del 1969, disse: "Guido Giannettini aveva contatti con Yves Guérin-Sérac in Portogallo sin dal 1964".
Nel 1963 il giornalista e informatore del SID Giorgio Torchia presentò Yves Guérin-Sérac a Pino Rauti, venuto a cercare proprio a Lisbona fondi e riconoscimento politico per Ordine Nuovo. Il 31 gennaio 1968 Guérin-Sérac incontrò ancora Pino Rauti, allora leader di Ordine Nuovo, che l'anno successivo si unirà al Movimento Sociale Italiano. Dopo la caduta del regime di Salazar, Guilliou, con passaporto tedesco e sotto il falso nome "Ralf", scappò prima a Madrid, e poi in America Latina.

### Morte
Guérin-Sérac è morto il 9 marzo 2022 all'età di 95 anni in una casa di cura a Le Revest-les-Eaux dove era ricoverato dal 2017, soffriva di Alzheimer da anni.

## Aginter Press
In un rapporto dell'ottobre 1963 e integrato da un secondo rapporto del febbraio 1964, Yves Guérin-Sérac propose che il PIDE creasse un'organizzazione che avrebbe svolto attività di intelligence contro gli avversari del Portogallo, azione psicologica all'estero, ed infine operazioni di rappresaglia. Questo progetto si realizzò nel settembre 1966: Guérin-Sérac creò a Lisbona l'Aginter Press, apparentemente un'agenzia di stampa di destra, in realtà aveva l'obbiettivo di creare, reclutando vari mercenari e addestrando i militanti di estrema destra, un esercito segreto anticomunista, con il sostegno sia della PIDE che della US Central Intelligence Agency.
Una pseudo-agenzia di stampa, "[It] ... ha istituito campi di addestramento, in cui ha istruito mercenari e terroristi in un corso di tre settimane in tecniche di azione segreta, tra cui terrorismo con bombe pratiche, assassinio silenzioso, tecniche di sovversione, operazioni clandestine comunicazione e infiltrazione e guerra coloniale." "Durante questo periodo", ha rivelato Guérin-Sérac, "abbiamo sistematicamente stabilito stretti contatti con gruppi che la pensano allo stesso modo emergenti in (attuali ed ex potenze coloniali) Italia, Belgio, Germania, Spagna e Portogallo, allo scopo di formare il nucleo di una vera Lega occidentale di lotta contro il marxismo".
Molti dei mercenari reclutati da Guérin-Sérac erano ex appartenenti all'OAS, altri erano ex membri dalle Waffen-SS o attivisti europei neonazisti e neofascisti.
Negli anni '70 Guérin-Sérac era in contatto con Leo Negrelli, ex capo addetto stampa della Repubblica Sociale Italiana.

## Onorificenze

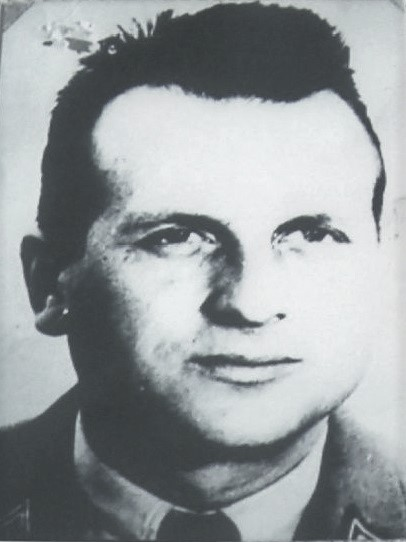
Guérin-Sérac durante la guerra d'Algeria